# Anni Friesinger-Postma
Anni Friesinger-Postma (ur. 11 stycznia 1977 w Bad Reichenhall) – niemiecka łyżwiarka szybka, wielokrotna medalistka olimpijska, wielokrotna medalistka mistrzostw świata i Europy oraz wielokrotna zdobywczyni Pucharu Świata.

## Kariera

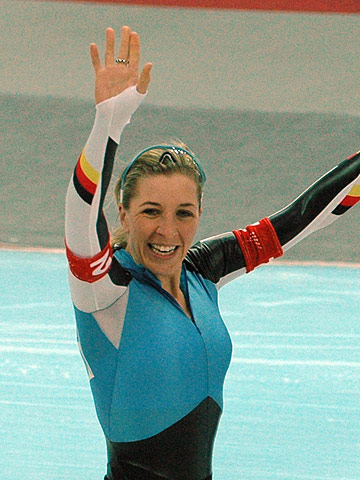
Anni Friesinger podczas ZIO 2006

Pierwszy sukces w karierze Anni Friesinger osiągnęła w 1994 roku, kiedy zdobyła srebrny medal w wieloboju podczas mistrzostw świata juniorów w Berlinie. W tej samej kategorii wiekowej zdobyła też srebrny medal na rozgrywanych rok później mistrzostwach świata juniorów w Seinäjoki oraz złoty podczas mistrzostw świata juniorów w Calgary w 1996 roku.
W 1997 roku wystartowała na dystansowych mistrzostwach świata w Warszawie, gdzie zajęła drugie miejsce w biegach na 1500 i 3000 m. Na obu dystansach przegrała tylko ze swą rodaczką Gundą Niemann. Na rozgrywanych rok później mistrzostwach świata w Calgary Friesinger zwyciężyła w biegu na 1500 m, a bieg na 3000 m ukończyła na trzeciej pozycji, za Gundą Niemann-Stirnemann i Claudią Pechstein. Mistrzostwa świata w Nagano w 2000 roku przyniosły jej srebrny medal w biegu na 1500 m, a podczas mistrzostw świata w Salt Lake City w 2001 roku zwyciężyła na tym dystansie oraz zajęła drugie miejsce w biegu na 3000 m. Niemka zdominowała rywalizację na mistrzostwach świata w Berlinie w 2003 roku, gdzie była najlepsza w biegach na 1000, 1500 i 3000 m. Kolejne trzy medale wywalczyła podczas mistrzostw w Seulu w 2004 roku: zwyciężyła na dystansach 1000 i 1500 m oraz była druga na 3000 m, ulegając tylko Claudii Pechstein. Najwięcej medali zdobyła jednak na mistrzostwach świata w Inzell w 2005 roku, gdzie czterokrotnie stawała na podium. Indywidualnie wygrała bieg na 5000 m, a wspólnie z Sabine Völker i Danielą Anschütz najlepsza była także w biegu drużynowym. Ponadto w biegach na 1000 i 1500 m zajmowała drugie miejsce, w pierwszym przypadku ustępując Holenderce Barbarze de Loor, a w drugim Cindy Klassen z Kanady. Start w biegu na 1000 m podczas mistrzostw świata w Salt Lake City w 2007 roku był jej jedynym na tych mistrzostwach, zdobyła jednak srebrny medal, rozdzielając Ireen Wüst z Holandii oraz Kanadyjkę Christine Nesbitt. Zdobyła także złote medale w biegach na 1000 i 1500 m na mistrzostwach świata w Nagano w 2008 roku i złoty na dłuższym z tych dystansów podczas rozgrywanych rok później mistrzostw świata w Richmond. W 2009 roku była też druga na 1000 m, plasując się za Christine Nesbitt.
Friesinger zdobyła pięć medali mistrzostw świata w wieloboju: złote podczas MŚ w Budapeszcie (2001), MŚ w Heerenveen (2002) i MŚ w Moskwie (2005), srebrny podczas MŚ w Heerenveen (2007) oraz brązowy na MŚ w Heerenveen (1998). W 2007 roku zdobyła ponadto złoty medal na mistrzostwach świata w wieloboju sprinterskim w Hamar, wyprzedzając Ireen Wüst i Cindy Klassen. W tej samej konkurencji zdobywała srebrne medale podczas mistrzostw świata w Nagano w 2004 roku oraz mistrzostw świata w Heerenveen w 2008 roku. W zawodach tych triumfowały odpowiednio Holenderka Marianne Timmer oraz Niemka Jenny Wolf.
Już podczas swojego pierwszego startu olimpijskiego, na igrzyskach w Nagano w 1998 roku zdobyła medal. W biegu na 3000 m zajęła trzecie miejsce, przegrywając tylko z dwiema rodaczkami: Gundą Niemann-Stirnemann i Claudią Pechstein. Na rozgrywanych cztery lata później igrzyskach olimpijskich w Salt Lake City na tym samym dystansie była czwarta, przegrywając walkę o podium z Cindy Klassen. Zwyciężyła za to w biegu na 1500 m, zajmując ponadto piąte miejsce w biegu na 1000 m i szóste na 5000 m. Medale przywiozła także z igrzysk w Turynie w 2006 roku, gdzie razem z Danielą Anschütz, Lucille Opitz, Claudią Pechstein i Sabine Völker zwyciężyła w biegu drużynowym, a indywidualnie była trzecia w biegu na 1000 m. Blisko podium była także na dystansach 1500 i 3000 m, jednak w obu przypadkach kończyła rywalizację na czwartej pozycji. Brała także udział w igrzyskach olimpijskich w Vancouver, jednak w startach indywidualnych zajęła dziewiąte miejsce na 1500 m oraz czternaste na 1000 m. Wspólnie z Danielą Anschütz-Thoms, Stephanie Beckert i Katrin Mattscherodt zdobyła co prawda złoty medal w biegu drużynowym, jednak nie wystąpiła w finale. Została zastąpiona przez Mattscherodt po tym, jak przewróciła się w półfinale i linię mety przekroczyła leżąc.
Wielokrotnie stawała na podium zawodów Pucharu Świata, odnosząc przy tym 56. zwycięstw indywidualnych i trzy drużynowe. Najlepsze rezultaty osiągała na dystansie 1500 m, w sezonach 2000/2001, 2001/2002, 2003/2004 i 2005/2006 zwyciężając w klasyfikacji końcowej, w sezonie 2006/2007 była druga, a sezony 1999/2000 i 2004/2005 kończyła na trzeciej pozycji. Ponadto w sezonach 2005/2006 i 2007/2008 wygrywała klasyfikację końcową 1000 m, a w sezonie 2006/2007 była trzecia. Pierwsze miejsce zajęła również w klasyfikacji 3000 m/5000 m w sezonie 2001/2002, a w sezonach 1999/2000, 2000/2001 i 2003/2004 była trzecia. Friesinger jest czwarta na liście zawodniczek z największą liczbą zwycięstw indywidualnych w zawodach Pucharu Świata.
W 2003 roku została uhonorowana Nagrodą Oscara Mathisena. Ustanowiła pięć rekordów świata.
Jest córką niemieckiego panczenisty Georga Friesingera i polskiej panczenistki, Janiny Korowickiej. W sierpniu 2009 roku wyszła za mąż za holenderskiego łyżwiarza szybkiego Idsa Postmę. Także jej brat, Jan Friesinger oraz siostra Agnes uprawiali łyżwiarstwo szybkie.

## Osiągnięcia

### Igrzyska olimpijskie
| Olimpiada           | Miejsce        | Data           | Konkurencja | Rezultat | Czas             |
| ------------------- | -------------- | -------------- | ----------- | -------- | ---------------- |
| Nagano 1998         | Nagano         | 11 lutego 1998 | 3000 m      | Brąz     | 4.09,44 min      |
| Salt Lake City 2002 | Salt Lake City | 20 lutego 2002 | 1500 m      | Złoto    | 1.54,02 min (RŚ) |
| Turyn 2006          | Turyn          | 16 lutego 2006 | Drużynowo   | Złoto    | 3.01,26 min      |
| Turyn 2006          | Turyn          | 19 lutego 2006 | 1000 m      | Brąz     | 1.16,11 min      |
| Vancouver 2010      | Vancouver      | 27 lutego 2010 | Drużynowo   | Złoto    | 3.02,82 min      |

### Mistrzostwa świata

#### Mistrzostwa świata na dystansach
- 1997 Warszawa: 2. (1500 m), 2. (3000 m)
- 1998 Calgary: 1. (1500 m), 3. (3000 m)
- 2000 Nagano: 2. (1500 m)
- 2001 Salt Lake City: 1. (1500 m), 2. (3000 m)
- 2003 Berlin: 1. (1000 m), 1. (1500 m), 1. (3000 m)
- 2004 Seul: 1. (1000 m), 1. (1500 m), 2. (3000 m)
- 2005 Inzell: 2. (1000 m), 2. (1500 m), 1. (5000 m), 1. (sztafeta)
- 2007 Salt Lake City: 2. (1500 m)
- 2008 Nagano: 1. (1000 m), 1. (1500 m)
- 2009 Vancouver: 2. (1000 m), 1. (1500 m)

#### Mistrzostwa świata w wieloboju
- 1998 Heerenveen: 3.
- 2001 Budapeszt: 1.
- 2002 Heerenveen: 1.
- 2005 Moskwa: 1.
- 2007 Heerenveen: 2.

#### Mistrzostwa świata w wieloboju sprinterskim
- 2004 Nagano: 2.
- 2007 Hamar: 1.
- 2008 Heerenveen: 2.

### Puchar Świata
- 1999/2000: 3. (1500 m), 3. (3000/5000 m)
- 2000/2001: 1. (1500 m), 3. (3000/5000 m)
- 2001/2002: 1. (1500 m), 1. (3000/5000 m)
- 2002/2003: 4. (1500 m)
- 2003/2004: 1. (1500 m), 3. (3000/5000 m)
- 2004/2005: 3. (1500 m), 5. (3000/5000 m)
- 2005/2006: 1. (1000 m), 1. (1500 m), 6. (3000/5000 m), 1. (drużynowo)
- 2006/2007: 3. (1000 m), 2. (1500 m)
- 2007/2008: 1. (1000 m), 5. (1500 m), 2. (drużynowo)
- 2008/2009: 8. (1000 m), 9. (1500 m)